# 1788 : essai sur la maldémocratie
 (août 2014).
1788 : essai sur la maldémocratie est un livre politique écrit par l'homme politique et écrivain Roger-Gérard Schwartzenberg, publié chez Fayard en 2006. Il y dénonce les défauts de fonctionnement de la démocratie en France au début du XXIe siècle, qu'il compare à celle de 1788 (juste avant la Révolution française).
L'auteur développe son analyse autour de quatre grandes parties.

## Partie 1:Une démocratie d'exclusion
Cette partie dénonce les différents facteurs, institutionnels et comportementaux, qui font que la démocratie fonctionne mal. Ces facteurs sont pour lui :
- Une constitution qui crée le doute au lieu de fixer des règles pérennes.
- Des consultations nationales qui n'ont lieu que tous les cinq ans…
- …et dont, de surcroit, on ne tient souvent guère compte.
- Un parlement perçu comme lointain qui ne représente pas la population.
- L'affirmation du communautarisme.
- Un pays coupé en deux, avec deux France, l'une favorisée, l'autre défavorisée.
- Une Europe qui fonctionne sans les citoyens.
- Une mondialisation sans gouvernance, qui dicte ses choix de haut et de loin.

## Partie 2:La fin des médiations
Ici l'auteur dénonce le manque de médiation entre les citoyens et la politique, causée par :
- Le manque de pouvoir du parlement.
- Le déclin des partis…
- …et des syndicats
- Le fait que les médias donnent plus d'importance à la forme qu'au fond, privant les citoyens d'un débat de qualité[1]…
- …d'autant plus que ceux-ci sont en train de passer sous contrôle de grands groupes industriels.

## Partie 3:La réalité du pouvoir
Ici l'auteur dénonce une nouvelle « classe dirigeante » qui monopolise les pouvoirs politique et économique, et qui gouverne sans les citoyens. Il fait le parallèle avec l'Ancien Régime, quand les nobles (1 % de la population) détenaient le pouvoir et refusaient de le partager.

## Partie 4:Pour une démocratie ouverte
Ici l'auteur donne des suggestions pour en finir avec cette « maldémocratie » :
- Sur le plan institutionnel, il propose de choisir entre deux modèles : le système présidentiel et le système parlementaire dont il donne les avantages et les inconvénients.
- Il demande une meilleure régulation des médias avec un renforcement du Conseil supérieur de l'audiovisuel pour garantir la neutralité.
- Il souhaite une forte remobilisation politique des citoyens.